# Кованлук (Республика Сербская)
Кованлук (серб. Кованлук / Kovanluk) — село в общине Биелина Республики Сербской Боснии и Герцеговины. Население составляет 547 человек по переписи 2013 года.